# Les Chemins de la liberté
Les Chemins de la liberté (Nederlands: De wegen der vrijheid) is een reeks romans van Jean-Paul Sartre. Hoewel Sartre het bedoelde als een tetralogie, bleef het werk onvolledig met slechts drie van de geplande vier delen. Toen hij in 1938 begon aan het ontwerp van "Les Chemins de la liberté" wilde Sartre een vervolg maken op "La Nausée" getiteld "Lucifer", met de vrijheid als onderwerp. Als motto koos hij: "Het drama is dat we vrij zijn" (Le malheur, c' est que nous sommes libres.)
De drie gepubliceerde romans L'âge de raison, Le sursis en La mort dans l'âme draaien rond Mathieu, een door het idee van vrijheid bezeten socialistische filosofieleraar, en een groep van zijn vrienden. De drie romans werden ook in het Nederlands vertaald, respectievelijk onder de titels De jaren des onderscheids, Het oponthoud en De dood in het hart.
De trilogie zou worden gevolgd door een vierde roman, La dernière chance, maar Sartre maakte die zoals gezegd nooit af; twee hoofdstukken ervan werden in 1949 gepubliceerd in Sartres tijdschrift Les Temps modernes onder de titel Drôle d'amitié. Sartres levensgezellin Simone de Beauvoir herinnerde zich echter na de dood van de schrijver, dat er een veel uitgebreider manuscript voor dit vierde deel had bestaan. Uiteindelijk verscheen in 1981 een uitgebreidere editie van romanfragmenten, bezorgd door Michel Contat en Michel Rybalk. Dit vierde deel werd in 1989 in het Nederlands vertaald en gepubliceerd als De laatste kans.
De romans werden grotendeels geschreven in reactie op de gebeurtenissen van de Tweede Wereldoorlog en de Duitse bezetting van Frankrijk, en drukken bepaalde significante verschuivingen in Sartres filosofische positie uit. Sartre zou zijn engagement in zowel het leven als in de literatuur nog meer expliciet maken in het later te verschijnen essay L'existentialisme est un humanisme (het existentialisme is een vorm van humanisme). 
Op de flaptekst van de in 1945 te verschijnen trilogie (uiteindelijk verscheen het derde deel, La mort dans l’âme, pas in 1949) schrijft Sartre wat zijn bedoeling was met deze reeks, namelijk het volgen van de levens van enkele personages en sociale groepen in de moeilijke periode tussen 1938 en 1945: 
Mon propos est d'écrire un roman sur la liberté. J'ai voulu retracer le chemin qu'ont suivi quelques personnes et quelques groupes sociaux entre 1938 et 1944.
Na de publicatie van het derde deel veranderde Sartre van mening  over het nut van de roman als een medium van communicatie en keerde terug naar toneelstukken. Na twaalf jaar toewijding aan Les Chemins de la liberté zag Sartre af van een vierde roman die tegen 1950 had moeten verschijnen, opgeslorpt door zijn militant politiek engagement en door zijn kritiek op de traditionele literatuur die hij toen begon te ontwikkelen.